# Anja Bolbjerg
Anja Bolbjerg (* 18. Mai 1971 in Gentofte) ist eine ehemalige dänische Freestyle-Skierin. Sie startete in den Buckelpisten-Disziplinen Moguls und Dual Moguls.

## Werdegang
Bolbjerg startete zu Beginn der Saison 1992/93 in Tignes erstmals im Weltcup und errang dabei den 30. Platz. Im weiteren Saisonverlauf kam sie bei den Weltmeisterschaften 1993 in Altenmarkt-Zauchensee, ebenfalls auf den 30. Platz. In den folgenden Jahren belegte sie bei den Weltmeisterschaften 1995 in La Clusaz den 23. Platz und bei den Weltmeisterschaften 1997 im Iizuna Kōgen Sukī-jō den 20. Rang auf der Buckelpiste. Zudem erreichte sie in der Saison 1995/96 in La Clusaz mit dem sechsten Platz im Moguls sowie mit dem fünften Rang im Hundfjället ihre ersten Top-Zehn-Platzierungen im Weltcup und in der Saison 1996/97 mit fünf Top-Zehn-Platzierungen den siebten Platz im Dual-Moguls-Weltcup. In der Saison 1997/98 holte sie im Moguls-Wettbewerb in La Plagne ihren ersten und einzigen Weltcupsieg und erreichte mit dem 31. Platz im Gesamtweltcup sowie mit dem 13. Rang im Moguls-Weltcup ihre besten Gesamtergebnisse. Beim Saisonhöhepunkt, den Olympischen Winterspielen 1998 in Nagano, belegte sie den 13. Platz auf der Buckelpiste. In der folgenden Saison kam sie auf den 15. Platz im Moguls-Weltcup sowie erneut auf den 31. Rang im Gesamtweltcup und bei den Weltmeisterschaften 1999 in Meiringen-Hasliberg auf den 17. Platz im Dual Moguls sowie auf den siebten Rang im Moguls.
In den folgenden Jahren sprang Bolbjerg  bei den Weltmeisterschaften 2001 in Whistler auf den 35. Platz im Moguls sowie auf den 17. Rang im Dual Moguls, bei den Olympischen Winterspielen 2002 in Salt Lake City auf den 15. Platz im Moguls und bei den Weltmeisterschaften 2003 im Deer Valley auf den 19. Platz im Moguls sowie erneut auf den 17. Rang im Dual Moguls. Zudem erreichte sie im November 1999 in Tandådalen mit dem zweiten Platz im Moguls letztmals eine Podestplatzierung und startete im Dezember 2003 in Madonna di Campiglio letztmals im Weltcup, wobei sie die Plätze 25 und 23 errang.

## Teilnahmen an Weltmeisterschaften und Olympischen Winterspielen

### Olympische Spiele
- 1998 Nagano: 13. Platz Moguls
- 2002 Salt Lake City: 15. Platz Moguls

### Weltmeisterschaften
- 1993 Altenmarkt: 30. Platz Moguls
- 1995 La Clusaz: 23. Platz Moguls
- 1997 Iizuna Kōgen: 20. Platz Moguls
- 1999 Meiringen-Hasliberg: 7. Platz Moguls, 17. Platz Dual Moguls
- 2001 Whistler: 17. Platz Dual Moguls, 35. Platz Moguls
- 2003 Deer Valley: 17. Platz Dual Moguls, 19. Platz Moguls

### Weltcupsiege
Bolbjerg nahm an 80 Weltcups teil und erreichte 21 Top-Zehn-Platzierungen und zwei Podestplatzierungen.
| Datum             | Ort       | Land       | Disziplin |
| ----------------- | --------- | ---------- | --------- |
| 19. Dezember 1997 | La Plagne | Frankreich | Moguls    |

## Weltcup-Gesamtplatzierungen
| Saison    | Gesamt | Gesamt | Moguls | Moguls | Dual Moguls | Dual Moguls |
| Saison    | Punkte | Platz  | Punkte | Platz  | Punkte      | Platz       |
| --------- | ------ | ------ | ------ | ------ | ----------- | ----------- |
| 1992/93   | 10     | 78.    | 92     | 31.    | –           | –           |
| 1994/95   | 1      | 104.   | 4      | 46.    | –           | –           |
| 1995/96   | 38     | 53.    | 300    | 19.    | 80          | 17.         |
| 1996/97   | 31     | 65.    | 124    | 25.    | 284         | 7.          |
| 1997/98   | 66     | 31.    | 332    | 13.    | 40          | 25.         |
| 1998/99   | 46     | 31.    | 184    | 15.    | 76          | 17.         |
| 1999/2000 | 24     | 47.    | 96     | 26.    | 40          | 23.         |
| 2000/01   | 4      | 65.    | 16     | 35.    | –           | –           |
| 2001/02   | 41     | 41.    | 244    | 21.    | 80          | 16.         |
| 2002/03   | 48     | 44.    | 184    | 24.    | 48          | 19.         |
| 2003/04   | 1      | 120.   | –      | –      | –           | –           |